# Gymnosiphon longistylus
Gymnosiphon longistylus là một loài thực vật có hoa trong họ Burmanniaceae. Loài này được (Benth.) Hutch. mô tả khoa học đầu tiên năm 1936.